# Stephan Weil
Stephan Weil (Hamburgo, 15 de diciembre de 1958) es un político alemán del Partido Socialdemócrata de Alemania (SPD), desde 2013 hasta 2025 fue Ministro-Presidente de la Baja Sajonia. Fue elegido Ministro-Presidente el 19 de febrero de 2013 después de que la anterior coalición CDU-FDP perdiera la mayoría en favor de la coalición SPD-Die Grünen en las elecciones regionales de la Baja Sajonia de enero de 2013.

## Biografía

### Formación y carrera jurídica
Weil se trasladó con su familia a Hanóver en 1965. Tras completar su educación secundaria en el Kaiser-Wilhelm-Gymnasium, realizó el servicio civil en la unidad de psiquiatría infantil del Hospital Infantil de Hanóver. Estudió Derecho en la Universidad de Gotinga desde 1978, aprobando el primer examen estatal en 1983 y el segundo en 1986. Posteriormente, trabajó como abogado en Hanóver (1987–1989), juez y fiscal (1989–1991), y fue asignado al Ministerio de Justicia de Baja Sajonia. Entre 1994 y 1997, desempeñó el cargo de consejero ministerial en dicho ministerio.

### Trayectoria política
Miembro del SPD desde 1980, Stephan Weil presidió la sección local del partido en Hanóver entre 1991 y 1997. En 1997 fue nombrado tesorero municipal de Hanóver, cargo que ocupó hasta 2006, con responsabilidades en finanzas, asuntos legales, orden público y servicios municipales. En las elecciones locales de 2006 fue elegido alcalde de Hanóver con el 52,3 % de los votos en la primera vuelta, asumiendo el cargo el 1 de noviembre de ese año.
En septiembre de 2011 anunció su candidatura a Ministro-Presidente de Baja Sajonia. Fue designado oficialmente como candidato del SPD en enero de 2012. En las elecciones estatales del año siguiente, el SPD no logró superar en votos a la CDU, pero mejoró sus resultados con respecto a los comicios anteriores. La significativa subida de Los Verdes permitió que la coalición saliente formada por la CDU y el FDP perdiera su mayoría parlamentaria. En ese contexto, y dada la coalición federal entre CDU y FDP, se abrió la posibilidad para que Weil intentara formar gobierno con el apoyo de Los Verdes. Finalmente, ambas formaciones alcanzaron un acuerdo de coalición que puso fin al gobierno democristiano iniciado en 2004. Stephan Weil fue investido Ministro-Presidente de Baja Sajonia el 19 de febrero de 2013 con mayoría absoluta en el Parlamento regional.
Del 31 de octubre de 2013 al 31 de octubre de 2014, Weil ejerció la presidencia del Bundesrat, conforme al sistema de rotación anual de dicha cámara. Posteriormente, ocupó la vicepresidencia del Bundesrat desde el 31 de octubre de 2014 hasta el 31 de octubre de 2016.
En las elecciones estatales de 2017, el SPD encabezado por Weil logró situarse como la primera fuerza, por delante de la CDU. Sin embargo, la pérdida de escaños de Los Verdes impidió revalidar la anterior coalición de gobierno. Ante la imposibilidad de formar una mayoría alternativa con FDP y Los Verdes —debido a las diferencias entre ambas formaciones—, y con la entrada de Alternativa para Alemania en el Parlamento, se descartó una mayoría a la derecha de la cámara. Finalmente, el SPD y la CDU alcanzaron un acuerdo de gran coalición, y Weil fue reelegido Ministro-Presidente el 16 de noviembre de 2017.
Tras las elecciones estatales de 2022, el SPD mejoró en número de escaños y mantuvo la primera posición, lo que consolidó a Weil como el principal candidato para formar gobierno. Considerando los resultados de Los Verdes, que también crecieron notablemente, se optó por una nueva coalición entre el SPD y Los Verdes. Stephan Weil fue reelegido Ministro-Presidente el 8 de noviembre de 2022.
El 1 de abril de 2025, Weil anunció su intención de dimitir como líder del SPD de Baja Sajonia y, por tanto, como Ministro Presidente de Baja Sajonia. En una asamblea del partido celebrada el 16 de mayo, se decidió que su sucesor sería Olaf Lies, quien hasta ese momento se desempeñaba como Ministro de Economía, Vivienda, Transportes y Digitalización de Baja Sajonia. El 20 de mayo, fue elegido Ministro Presidente por la cámara baja sajona.

## Vida personal
Stephan Weil está casado con Rosemarie Kerkow-Weil, expresidenta de la Universidad de Hanóver, con la que tiene un hijo. Así mismo, es miembro de la asociación Rotary International. Entre sus Hobbys se encuentran el fútbol, running, senderismo y la lectura, siendo también un seguidor del equipo de fútbol Hannover 96. En la actualidad reside en Hanóver.